# Sztárbox (második évad)
A Sztárbox című ökölvívó gála második évada 2005. április 23-án zajlott le az RTL Klubon. A műsorvezetők Kovács István, Dombóvári Vanda és Sebestyén Balázs voltak.

## Versenyzők[1]
| - Fekete Pákó - Serbán György (VV Indián) - Nagy Zsolt (VV Leó) - Jámbrik Ferenc (VV Frenki) - Növényi Norbert - Fazekas Róbert - Ganxsta Zolee - Rékasi Károly | - Fresh Andi - Niki Belucci |  |

## Eredmények

### Férfiak
| Fekete Pákó         | Serbán György (VV Indián)  |
| Nagy Zsolt (VV Leó) | Jámbrik Ferenc (VV Frenki) |
| Növényi Norbert     | Fazekas Róbert             |
| Ganxsta Zolee       | Rékasi Károly              |

### Nők
| Fresh Andi | Niki Belucci |